# جیم لیگت پلیس (کالیفرنیا)
جیم لیگت پلیس (به انگلیسی: Jim Leggett Place) یک منطقهٔ مسکونی در ایالات متحده آمریکا است که در شهرستان مندوسینو، کالیفرنیا واقع شده‌است. جیم لیگت پلیس ۴۵۳ متر بالاتر از سطح دریا واقع شده‌است.